# Upper Zoh
Upper Zoh är en klan i Liberia.   Den ligger i regionen Bomi County, i den västra delen av landet, 30 km norr om huvudstaden Monrovia.